# Oroides pakaluki
Oroides pakaluki – gatunek chrząszcza z rodziny biedronkowatych i podrodziny Coccinellinae. Jedyny z monotypowego rodzaju Oroides. Występuje endemicznie na Nowej Gwinei.

## Taksonomia
Gatunek i rodzaj opisane zostały po raz pierwszy w 2012 roku przez Wiolettę Tomaszewską i Stanisława Adama Ślipińskiego. Opisu dokonano na podstawie trzech okazów odłowionych w 1963 roku w Popondetcie w prowincji Oro w Papui-Nowej Gwinei. Nazwa rodzajowa pochodzi od nazwy prowincji, natomiast epitet gatunkowy nadano na cześć koleopterologa Jamesa Pakaluka.

## Morfologia
Chrząszcz o szeroko-owalnym, słabo wysklepionym ciele długości około 4,5 mm, porośniętym jasnymi, położonymi szczecinkami.
Głowa jest czarna z brązowawym czołem. Duże, niewykrojone oczy złożone zajmują około połowę jej szerokości w widoku od góry. Czułki buduje jedenaście członów, z których pierwszy jest silnie niesymetryczny, szósty i siódmy są mocno poprzeczne, a cztery ostatnie formują zwartą buławkę. Nadustek ma łukowaty brzeg przedni. Warga górna jest płytko wykrojona. Żuwaczki mają zredukowane mole, duże prosteki i pojedynczy ząb na wierzchołku. Ostatni człon głaszczków szczękowych jest tak długi jak szeroki i na szczycie skośnie ścięty. Warga dolna ma poprzeczną bródkę i dobrze widoczny podbródek.
Przedplecze jest czarne z brązowawymi brzegami bocznymi i brązowymi hypomerami. Przednia i boczne krawędzie przedplecza są nieobrzeżone i tworzą wspólny łuk, całkowicie nakrywając od góry głowę. Tylna krawędź przedplecza jest falista. W tyle hypomer leżą głębokie wciski do chowania ud. Tarczka ma kształt nieco szerszego niż dłuższego trójkąta i jest czarna. Czarne, bezładnie punktowane pokrywy mają brzegi boczne widoczne od góry przez około połowę ich długości. Ukośne epipleury są pobawione dołków, na przedzie szerokie, w wierzchołkowej ⅓ zanikające. Skrzydła tylnej pary są w pełni rozwinięte. Spód tułowia oprócz podgięć przedplecza jest czarniawobrązowy. Łukowate przedpiersie tworzy zaokrąglony na szczycie wyrostek międzybiodrowy. Zapiersie ma pełne, łukowate i w tyle kątowo zgięte, pośrodku połączone linie udowe. Krótkie i grube odnóża są czarne z brązowymi udami. Uda są owalne, spłaszczone i zaopatrzone w rowki do chowania prawie walcowatych goleni. Wąskie stopy budują cztery człony.
Odwłok jest ciemnobrązowy. Na jego spodzie widocznych jest sześć sternitów (wentrytów), z których pierwszy ma rozdzielone pośrodkowo linie udowe. Genitalia samca mają płat środkowy (ang. penis guide) o niesymetrycznych bokach, niezmodyfikowany trabes oraz niezrośnięte, połączone stawowo z fallobazą paramery o długości mniejszej od płata środkowego. Samo prącie jest łukowate ze spiralnym wierzchołkiem i równo rozwiniętymi ramionami. 

## Rozprzestrzenienie
Owad ten występuje endemicznie na Nowej Gwinei w północnej części krainy australijskiej. Znany jest tylko z lokalizacji typowej.